# Chiarano
Chiarano (Ciaran (/t͡ʃaˈɾaŋ/) in veneto) è un comune italiano di 3 475 abitanti della provincia di Treviso in Veneto.

## Origini del nome
Chiarano è un toponimo prediale derivato dal personale latino Clarius

## Storia

### Periodo veneziano
Nel corso del XIV secolo il Trevigiano fu annesso alla Repubblica di Venezia. Il territorio fu diviso in podesterie: Chiarano e Fossalta Maggiore, che costituivano ancora due centri autonomi, furono assegnati rispettivamente a Motta di Livenza e a Oderzo.
Nel 1513 papa Leone X tolse alla diocesi di Ceneda la cura delle anime di Chiarano e Fossalta, assegnandola ai canonici regolari della Congregazione del Santissimo Salvatore lateranense di Venezia. Tornò alla diocesi nel 1773, dopo la soppressione dell'ordine.

### Storia contemporanea
Con la caduta della Repubblica di Venezia (1797) anche Chiarano fu colpita dal dilagare delle milizie francesi, che compirono soprusi sulla popolazione e spogliarono le chiese dei loro arredi. Dopo la breve parentesi austriaca seguita al trattato di Campoformio, nel 1805 entrò a far parte del Regno d'Italia di Napoleone. La nuova politica amministrativa vide l'istituzione di dipartimenti (corrispondenti alle odierne province) e comuni; Chiarano e Fossalta Maggiore divennero comuni autonomi, inclusi nel dipartimento del Tagliamento con capoluogo Treviso.
Dopo l'istituzione del regno Lombardo-Veneto nel 1815, si ebbe un'ulteriore riforma amministrativa e il territorio di Chiarano assunse l'odierno assetto. Nel 1866 seguì le sorti del Veneto ed entrò a far parte del Regno d'Italia.

La chiesa parrocchiale

Tra la fine dell'Ottocento e l'inizio del Novecento Chiarano attraversò un periodo di relativo sviluppo economico, bruscamente interrotto con lo scoppio della prima guerra mondiale. Nel 1917, dopo la Rotta di Caporetto, il fronte venne arretrato lungo il Piave: il territorio fu occupato Imperi Centrali e inoltre si ritrovò a ridosso dei combattimenti. La popolazione dovette essere sfollata e, al termine del conflitto, il paese era distrutto.
Nel secondo dopoguerra, lo sviluppo delle tecniche agricole ha determinato una diminuzione degli occupati nel settore, che tuttavia non poterono essere reimpiegati per la mancanza di attività industriali. Ne è derivata una pesante emigrazione, interrotta solo con l'apertura delle prime fabbriche a Oderzo e a Motta di Livenza e, più tardi, nella stessa Chiarano.

### Simboli
Lo stemma e il gonfalone sono stati concessi con decreto del presidente della Repubblica del 29 ottobre 1979.
Il gonfalone è un drappo troncato di rosso e d'azzurro.

## Monumenti e luoghi d'interesse
- Pieve di San Bartolomeo Apostolo
- Cedro del Libano, Villa Zeno
- Villa Zeno
- Villa Giacomini
- Villa Benzon
- Casone
- Percorso dei Fiumi e Dei Vini tra Piavon e Livenza

## Società

### Evoluzione demografica
Abitanti censiti

### Etnie e minoranze straniere
Al 31 dicembre 2017 gli stranieri residenti nel comune erano 504, ovvero il 13,5% della popolazione. Di seguito sono riportati i gruppi più consistenti:
1. Romania 237
2. Senegal 61
3. Marocco 61
4. India 35

## Economia
L'economia di Chiarano si è progressivamente spostata dall'agricoltura (riscontrabile anche nello stemma) all'industria, pur mantenendo una grande tradizione vitivinicola.
Nel settore industriale spiccano attività di lavorazione meccaniche di precisione, lavorazione del legno e arredo, stampaggio di materie plastiche per il settore dell'auto, informatica, etc.

## Amministrazione
| Periodo | Periodo   | Primo cittadino    | Partito                   | Carica                  | Note |
| ------- | --------- | ------------------ | ------------------------- | ----------------------- | ---- |
| 1990    | 2004      | Renata Serafin     | Lista civica              | Sindaco                 |      |
| 2004    | 2014      | Gianpaolo Vallardi | Lega Nord - Liste civiche | Sindaco                 |      |
| 2014    | 2019      | Lorena Rocco       | Lega Nord - Liste civiche | Sindaco                 |      |
| 2019    | 2020      | Paola De Palma     |                           | Commissario prefettizio |      |
| 2020    | in carica | Stefano De Pieri   | Lega Nord - Liste civiche | Sindaco                 |      |

## Sport
Dal 2006 il Comune di Chiarano ha una squadra di calcio denominata A.S.D. Evolution Team, che è partita dalla Terza categoria ed attualmente milita in Seconda categoria. I colori sociali sono arancione e blu, e lo stemma è un dragone alato.
È presente anche una squadra di pallacanestro che dal 2009 è denominata ASD Union Basket Chiarano, che milita nel campionato amatori.
Fiore all'occhiello dello sport Chiaranese è il team Pattinaggio Artistico Chiarano A.S.D. che negli anni ha prodotto diversi campioni a livello nazionale.
Nel periodo estivo si svolge il torneo tre spighe e vasche sul piavon.
Quest'ultima consiste in una regata lungo il canale Piavon con delle vecchie vasche da bagno.